# Hollenreuth
Hollenreuth ist ein Gemeindeteil der Stadt Gefrees im Landkreis Bayreuth (Oberfranken, Bayern). Hollenreuth liegt in der Gemarkung Streitau.

## Geografie
Östlich des Weilers fließt die Ölschnitz in Süd-Nord-Richtung, westlich verläuft die Kreisstraße BT 7 ebenfalls in Süd-Nord-Richtung. Eine Gemeindeverbindungsstraße führt nach Bechertshöfen (0,4 km östlich) bzw. zur BT 7 beim Gewerbegebiet Streitau-Neubau (0,4 km westlich).

## Geschichte
Von 1797 bis 1810 unterstand Hollenreuth dem Justiz- und Kammeramt Gefrees. Infolge des Ersten Gemeindeedikts wurde Hollenreuth dem 1812 gebildeten Steuerdistrikt Streitau und der zugleich entstandenen Ruralgemeinde Streitau zugewiesen. Im Zuge der Gebietsreform in Bayern wurde Hollenreuth am 1. Mai 1978 nach Gefrees eingemeindet.

### Einwohnerentwicklung
| Jahr      | 001812 | 001819 | 001861 | 001871 | 001885 | 001900 | 001925 | 001950 | 001961 | 001970 | 001987 |
| Einwohner | 11     | *      | 19     | 27     | 16     | 12     | 11     | 14     | 8      | 10     | 9      |
| Häuser    | 1      |        |        |        | 3      | 2      | 2      | 2      | 2      |        | 3      |
| Quelle    | [ 5 ]  | [ 8 ]  | [ 9 ]  | [ 10 ] | [ 11 ] | [ 12 ] | [ 13 ] | [ 14 ] | [ 15 ] | [ 16 ] | [ 1 ]  |

## Religion
Hollenreuth ist nach St. Georg (Streitau) gepfarrt und evangelisch-lutherisch geprägt.